# Inscription de Duenos

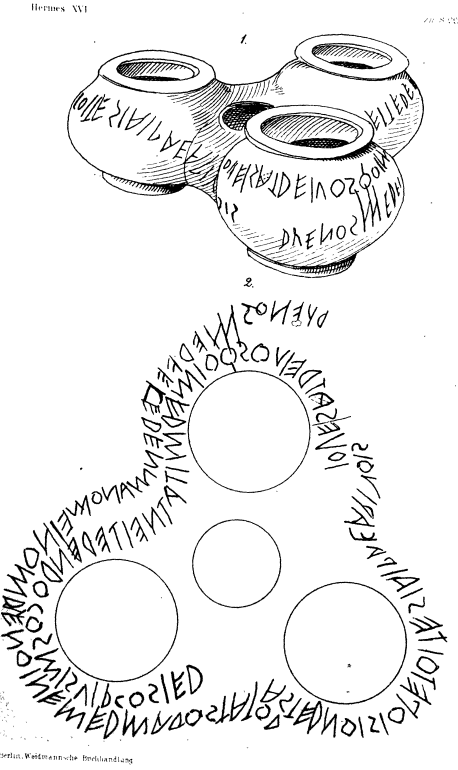
L'inscription de Duenos, sur kernos
telle que retranscrite par Heinrich Dressel

L'inscription de Duenos est un des plus anciens textes en latin connus. Elle consiste en cent vingt-huit lettres inscrites à la pointe autour des côtés externes d’un kernos qui unit trois petits vases arrondis, reliés entre eux par une même contrefiche d'argile. 
Découvert par Heinrich Dressel en 1880 sur la colline de Quirinal à Rome, le kernos est conservé dans les Musées Nationaux de Berlin (n° d’inventaire 30894.3). L'inscription a fait l'objet de nombreuses recherches, mais son sens reste partiellement obscur. Sa date, qui n'est pas non plus connue avec précision, se situe sans doute entre le VIIe et le IVe siècle av. J.-C.. 

## Texte
L'inscription a été revue sur l'original par l'épigraphiste américain Arthur E. Gordon, qui a publié sa transcription dans son article de 1975.
On donne ici trois versions du texte et une traduction :
Transcription de la suite de lettres telle que sur le vase
IOVESATDEIVOSQOIMEDMITATNEITEDENDOCOSMISVIRCOSIED

ASTEDNOISIOPETOITESIAIPACARIVOIS

DVENOSMEDFECEDENMANOMEINOMDVENOINEMEDMALOSTATOD

Transcription séparant les mots et avec des macrons aidant à comprendre le sens
iouesāt deivos qoi mēd mitāt, nei tēd endō cosmis vircō siēd 

as(t) tēd noisi o(p)petoit esiāi pācā riuois 

duenos mēd fēced en mānōm einom duenōi nē mēd malo(s) statōd
Traduction en latin classique
Cette proposition de transcription vient de Brent Vine, professeur à l'université de Californie à Los Angeles. On remarque une lacune dans le deuxième passage, le plus obscur. 
Iurat deos qui me mittit, ni in te (= erga te) comis virgo sit 

at te (…) paca rivis 

Bonus/bonus me fecit in (manomeinom) bono, ne me malus (tollito, clepito)
Proposition de traduction par B. Vine
Celui qui m'envoie [?], jure par les dieux : si la/une fille ne t’est pas favorable,
mais te [...] calme avec [ces] flots.
Un bon homme m’a fait EN()MANOMEINOM pour un bon homme, que je ne sois pas volé par un méchant !

## Interprétation
Le nom traditionnel de vase de Duenos s'explique par le fait que le mot duenos a été compris par beaucoup de commentateurs (Bréal, Gjerstad, Gordon, etc.) comme un nom propre (le nom de l'artisan qui aurait fabriqué le vase), mais cette explication n'est pas acceptée par d'autres, comme Georges Dumézil.[réf. nécessaire]
L'interprétation de l'inscription a fait couler beaucoup d'encre et les commentateurs ne sont même pas d'accord sur la nature de l'inscription ; on a proposé d'y voir : une offrande votive, une incantation magique (à caractère amoureux ou non), un amusement entre potiers, une forme de contrat de mariage. De nombreux savants ont considéré le texte comme incompréhensible, à l'exception de quelques séquences de mots.
Une des interprétations les mieux argumentées est celle de Georges Dumézil, qui situe cette inscription dans le cadre juridique particulier du mariage sine manu : il s'agirait de l'engagement des tuteurs d'une jeune fille (orpheline, donc, de père), mariée sine manu et restée en conséquence sous leur tutelle, d'user de leur pouvoir pour rétablir la paix (pax) dans le couple.